# Eleição municipal de Fortaleza em 1962
As eleições municipais de Fortaleza em 1962, aconteceram no dia 7 de outubro, como parte das eleições municipais no Brasil em 1962. Foi a sexta eleição municipal realizada na cidade de Fortaleza, e última antes da Ditadura militar. Fortaleza só voltaria a eleger um prefeito novamente em 1985. Foram eleitos um prefeito, e 36 vereadores. O prefeito titular, à época da eleição, era o General Manoel Cordeiro Neto.
O Coronel Murilo Borges Moreira sagrou-se vencedor na disputa para prefeito, recebendo 33,02% dos votos válidos, derrotando Péricles Moreira da Rocha e José de Moura Beleza, numa eleição conturbada, cheia de acusações de fraude.

## Antecedentes
Em 1958, foi eleito o General Manoel Cordeiro Neto, ex-chefe de polícia, que instituiu em Fortaleza o "regime da lata". Entre as principais realizações da administração estão a criação da guarda municipal de a construção da Avenida Beira Mar.
Para a sucessão, foi escolhido como candidato do Partido Libertador o Coronel Murilo Borges Moreira, tendo como forte adversário o presidente do Sindicato dos Bancários José de Moura Beleza, que era o favorito na disputa. Porém, o surgimento da candidatura do Deputado Estadual Péricles Moreira da Rocha acabou impactando no favoritismo de Moura Beleza. Houve tentativas de unir as candidaturas de Péricles e Beleza, mas nenhum dos dois queria ceder a cabeça de chapa ou a vice. 
Assim, saíram os três principais candidatos dessa eleição, Murilo Borges representando o Governo titular em Fortaleza, Péricles Moreira da Rocha, representando seu grupo político, que governou Fortaleza por duas vezes com o seu irmão Acrísio Moreira da Rocha, e o sindicalista José de Moura Beleza, que liderou uma greve exigindo a equiparação dos salários do Banco do Nordeste aos do Banco do Brasil.

## Candidatos
Foram apresentadas cinco candidaturas à prefeito e nove candidaturas à vice-prefeito:
Nota: a tabela a seguir está organizada por ordem alfabética de candidatos.
| Prefeito(a)                 | Prefeito(a) | Prefeito(a) | Prefeito(a)   | Prefeito(a)                                                |
| Candidato                   | Partido     | Partido     | Coligação     | Cargos importantes                                         |
| --------------------------- | ----------- | ----------- | ------------- | ---------------------------------------------------------- |
| Esmerino de Oliveira Arruda |             | PST         | Sem coligação | Deputado Federal (1955-1967)                               |
| José Cláudio de Oliveira    |             | PR          | Sem coligação | Ex-vereador de Fortaleza (1948-1950)                       |
| José de Moura Beleza        |             | PSB         | Sem coligação | Presidente do Sindicato dos Bancários do Ceará (1960-1964) |
| Murilo Borges Moreira       |             | PL          | Sem coligação | -                                                          |
| Péricles Moreira da Rocha   |             | PSP         | Sem coligação | Deputado Estadual (1947-1962)                              |

| Vice-Prefeito(a)          | Vice-Prefeito(a) | Vice-Prefeito(a) | Vice-Prefeito(a) | Vice-Prefeito(a)                        |
| Candidato                 | Partido          | Partido          | Coligação        | Cargos importantes                      |
| ------------------------- | ---------------- | ---------------- | ---------------- | --------------------------------------- |
| Agamenon Frota Leitão     |                  | PSP              | Sem coligação    | Vereador de Fortaleza (1955-1962)       |
| Antônio Girão Barroso     |                  | PSB              | Sem coligação    | Presidente do Sindicato dos Jornalistas |
| César Gondim Pamplona     |                  | Desconhecido     | Sem coligação    | -                                       |
| Irapuan Lima              |                  | Desconhecido     | Sem coligação    | -                                       |
| José Lourival Sabóia      |                  | Desconhecido     | Sem coligação    | -                                       |
| Luís de Queiroz Campos    |                  | PL               | Sem coligação    | -                                       |
| Mário de Assis Batista    |                  | Desconhecido     | Sem coligação    | -                                       |
| Manuel Lima Soares        |                  | Desconhecido     | Sem coligação    | -                                       |
| Pedro dos Santos Teixeira |                  | Desconhecido     | Sem coligação    | -                                       |

Fonte: 

## Resultados

### Prefeito
| Candidato(a)                    | Turno Único 7 de outubro de 1962 | Turno Único 7 de outubro de 1962 |
| Candidato(a)                    | Total                            | Percentagem                      |
| ------------------------------- | -------------------------------- | -------------------------------- |
| Cel. Murilo Borges Moreira (PL) | 34.328                           | 33,02%                           |
| Péricles Moreira da Rocha (PSP) | 33.022                           | 31,76%                           |
| José de Moura Beleza (PSB)      | 29.424                           | 28,30%                           |
| José Cláudio de Oliveira (PR)   | 4.079                            | 3,92%                            |
| Esmerino Arruda (PST)           | 3.123                            | 3,00%                            |
| → Total de votos válidos        | 103.976                          | 89,98%                           |
| → Votos em Branco               | 6.704                            | 5,80%                            |
| → Votos Nulos                   | 4.871                            | 4,21%                            |
| Total                           | 115.551                          | 100%                             |

| Partido | Partido | Candidato     | Votos   | Votos (%) |
| ------- | ------- | ------------- | ------- | --------- |
|         | PL      | Murilo Borges | 34 328  | 33,02%    |
|         | PSP     | Péricles      | 33 022  | 31,76%    |
|         | PSB     | José Beleza   | 29 424  | 28,3%     |
|         | PR      | José Cláudio  | 4 079   | 3,92%     |
|         | PST     | Esmerino      | 3 123   | 3%        |
| Totais  | Totais  | Totais        | 103 976 |           |

#### Vice-prefeito
| Candidato(a)                | Turno Único 7 de outubro de 1962 | Turno Único 7 de outubro de 1962 |
| Candidato(a)                | Total                            | Percentagem                      |
| --------------------------- | -------------------------------- | -------------------------------- |
| Luís Queiroz Campos (PL)    | 29.670                           | 30,77%                           |
| Irapuan Barros Lima         | 19.482                           | 20,20%                           |
| Antônio Girão Barroso (PSB) | 16.057                           | 16,65%                           |
| Agamenon Frota Leitão (PSP) | 10.439                           | 10,83%                           |
| Pedro dos Santos Teixeira   | 6.524                            | 6,77%                            |
| Manuel Lima Soares          | 5.289                            | 5,48%                            |
| César Gondim Pamplona       | 4.178                            | 4,33%                            |
| Mário de Assis Batista      | 3.705                            | 3,84%                            |
| José Lourival Saboia        | 1.090                            | 1,13%                            |
| → Total de votos válidos    | 96.434                           | 83,46%                           |
| → Votos em Branco           | 15.273                           | 13,21%                           |
| → Votos Nulos               | 3.844                            | 3,33%                            |
| Total                       | 115.551                          | 100%                             |

| Partido | Partido      | Candidato        | Votos  | Votos (%) |
| ------- | ------------ | ---------------- | ------ | --------- |
|         | PL           | Luís Queiroz     | 29 670 | 30,77%    |
|         | Desconhecido | Irapuan          | 19 482 | 20,2%     |
|         | PSB          | Girão Barroso    | 16 057 | 16,65%    |
|         | PSP          | Agamenon         | 10 439 | 10,83%    |
|         | Desconhecido | Pedro dos Santos | 6 524  | 6,77%     |
|         | Desconhecido | Manoel Lima      | 5 289  | 5,48%     |
|         | Desconhecido | César Gondim     | 4 178  | 4,33%     |
|         | Desconhecido | Mário de Assis   | 3 705  | 3,84%     |
|         | Desconhecido | Lourival         | 1 090  | 1,13%     |
| Totais  | Totais       | Totais           | 96 434 |           |

Fonte:

##### Vereador
| Partido         | Votos Nominais | Votos em Legenda | Votação Total | Porcentagem | Vagas |
| --------------- | -------------- | ---------------- | ------------- | ----------- | ----- |
| PSB             | 4.255          | 25               | 4.280         | 4,16%       | 1     |
| PST             | 7.520          | 24               | 7.544         | 7,32%       | 3     |
| PR              | 12.934         | 24               | 12.958        | 12,58%      | 5     |
| PL              | 9.223          | 40               | 9.263         | 8,99%       | 3     |
| PSP             | 10.327         | 42               | 10.369        | 10,07%      | 4     |
| PRT             | 9.054          | 26               | 9.080         | 8,82%       | 3     |
| PRP             | 3.153          | 15               | 3.168         | 3,08%       | 1     |
| UDN             | 6.075          | 56               | 6.131         | 5,95%       | 2     |
| PTN             | 8.818          | 48               | 8.866         | 8,61%       | 3     |
| PTB             | 13.818         | 119              | 13.937        | 13,53%      | 5     |
| PSD             | 11.616         | 85               | 11.701        | 11,36%      | 4     |
| PDC             | 5.664          | 39               | 5.703         | 5,54%       | 2     |
| Total           | 102.457        | 543              | 103.000       | 89,14%      | 36    |
| Votos em Branco | 9.658          | 9.658            | 9.658         | 8,35%       |       |
| Votos Nulos     | 2.893          | 2.893            | 2.893         | 2,50%       |       |
| Total           | 115.551        | 115.551          | 115.551       | 100%        |       |

###### Eleição para vereador de Fortaleza em 1962PartidoVotosVotos (%)PTB13 93713,53%PR12 95812,58%PSD11 70111,36%PSP10 36910,07%PL9 2638,99%PRT9 0808,82%PTN8 8668,61%PST7 5447,32%UDN6 1315,95%PDC5 7035,54%PSB4 2804,16%PRP3 1683,08%Totais103 000Vereadores Eleitos
| Candidato(a)                     | Partido | Votação |
| -------------------------------- | ------- | ------- |
| Arlindo Barros de Sá             | PSB     | 525     |
| Luciano Barreira                 | PST     | 878     |
| Manuel Sandoval Fernandes Bastos | PST     | 814     |
| Tarcísio Leitão de Carvalho      | PST     | 671     |
| Evaldo Ferreira Ximenes          | PR      | 1.221   |
| René Paiva Dreyfuss              | PR      | 910     |
| José Edmar Mota Barros           | PR      | 904     |
| José Maria Marques               | PR      | 837     |
| José Aluísio Correia             | PR      | 788     |
| Ernesto Matos Gurgel do Amaral   | PL      | 937     |
| Agostinho Moreira e Silva        | PL      | 591     |
| Haroldo Jorge Braun Vieira       | PL      | 580     |
| Lauro Antônio Rodrigues          | PSP     | 792     |
| José de Carvalho Melo            | PSP     | 669     |
| Walter de Sá Cabral              | PSP     | 618     |
| Edward Arruda Filho              | PSP     | 589     |
| José Ribmar de Vasconcelos       | PRT     | 1.599   |
| José Batista Barbosa             | PRT     | 874     |
| José Lima Monteiro               | PRT     | 667     |
| Antônio Fernando Bezerra         | PRP     | 787     |
| José Batista de Oliveira         | UDN     | 1.853   |
| José Martins                     | UDN     | 1.189   |
| Mardônio Peixoto Botelho         | PTN     | 815     |
| Francisco Edward Pires           | PTN     | 725     |
| Roberto de Carvalho Rocha        | PTN     | 713     |
| Mário Sales Nunes                | PTB     | 1.342   |
| José Barros de Alencar           | PTB     | 1.278   |
| Antônio Ademar Arruda            | PTB     | 1.250   |
| Gutemberg Braun                  | PTB     | 1.249   |
| José Araújo de Pontes            | PTB     | 1.138   |
| Walter Cavalcante Sá             | PSD     | 1.274   |
| Sebastião Praciano de Sousa      | PSD     | 1.093   |
| Maria Myrtes Lopes Campos        | PSD     | 1.016   |
| Pedro Pierre de Lima             | PSD     | 975     |
| Manuel Aguiar de Arruda          | PDC     | 595     |
| Edmilson Xavier Bindá            | PDC     | 488     |

Fonte: 